# Países bálticos
En sentido amplio, los países bálticos o Estados bálticos son aquellos que rodean el mar Báltico. Los países que poseen la totalidad de su costa báltica son Estonia, Letonia y Lituania mientras que en Suecia, Alemania, Dinamarca y Rusia el mar cubre solo una porción de sus costas (en Rusia solamente los óblasts de Kaliningrado y Leningrado tienen acceso al Báltico). 

## Política
Políticamente, la expresión «países bálticos» o «repúblicas bálticas» se refiere a tres países ribereños del Báltico: Estonia, Letonia y Lituania, ex repúblicas soviéticas. Sin embargo, cultural, étnica y lingüísticamente, solo Letonia y Lituania se consideran pueblos «bálticos», ya que los estonios poseen mucha mayor afinidad con el pueblo finés estando su idioma ,el estonio, emparentado con el finés, mientras que en las dos anteriores se hablan las denominadas lenguas bálticas (lituano y letón).
Debe tenerse en cuenta que, aunque en la actualidad estos países son repúblicas independientes, la expresión Repúblicas bálticas se refiere a los mismos territorios en el período en el que formaron parte de la Unión Soviética: RSS de Estonia, RSS de Letonia y RSS de Lituania.
Balticum es el término geográfico utilizado en las lenguas locales escandinavas y germánicas para esta área, y en alemán para el territorio de los países bálticos y el de Prusia Oriental. Históricamente incluye los territorios de:
- Estonia
- Livonia
- Curlandia
- Letonia
- Prusia o Prusia Oriental
- Lituania

Antes de la Segunda Guerra Mundial, Finlandia se consideraba a veces, especialmente por la Unión Soviética, un cuarto Estado báltico. Por ejemplo, en el Pacto Ribbentrop-Mólotov de 1939, la Alemania nazi aceptaba mencionar Finlandia como uno de los Estados bálticos, aunque indirectamente, liberando a Finlandia de la esfera de interés soviética. Desde entonces, se acepta mayoritariamente la perspectiva finlandesa de que Finlandia es uno de los países nórdicos

## Geografía
En ecología, biología y geografía, los países bálticos son todos aquellos que están alrededor del Báltico: Suecia, Finlandia, Rusia, Estonia, Letonia, Lituania, Kaliningrado (Rusia), Polonia, Alemania y Dinamarca. Los países bálticos se consideran a menudo parte de Europa Oriental, tanto geográficamente como por la influencia histórica de Polonia, Rusia y la Unión Soviética. Pero culturalmente, debido al impacto de la Liga Hanseática y las especiales relaciones de Estonia con Finlandia y los países escandinavos, se puede considerar a este parte de Europa del Norte. El norte de Letonia también tiene vínculos históricos con la Liga Hanseática. También se ha acuñado la solución de compromiso «Europa nororiental».

## Países del Báltico
En sentido estricto, los siguientes países, a veces llamados países del Báltico, tienen acceso a dicho mar: Dinamarca, Estonia, Finlandia, Alemania, Letonia, Lituania, Polonia, Rusia y Suecia.
Los países del Báltico, junto con Noruega e Islandia, forman el Consejo de Estados del Mar Báltico.

## Estadísticas
|          | Superficie | Población (estimación 2023) | Densidad de población | PIB (PPA)      | PIB (PPA) per cápita | PIB (nominal) | PIB (nominal) per cápita |
| -------- | ---------- | --------------------------- | --------------------- | -------------- | -------------------- | ------------- | ------------------------ |
| Estonia  | 45 228 km² | 1.365.884 hab.              | 30,6 hab./km²         | $ 60.997 mill. | $45.235              | $41.799 mill. | $30.998                  |
| Letonia  | 64 589 km² | 1.842.226 hab.              | 29,6 hab./ km²        | $76.550 mill.  | $40.891              | $46.668 mill. | $24.929                  |
| Lituania | 65.300 km² | 2.867.725 hab.              | 44 hab./km²           | $137.328 mill. | $49.244              | $79.427 mill. | $28.481                  |

Las ciudades más pobladas de los Estados bálticos, por población, son:
- Riga (725.578)
- Vilna (540.318)
- Tallin (396.193)
- Kaunas (361.274)
- Klaipėda (188.954)
- Šiauliai (125.883)
- Panevėžys (116.749)
- Daugavpils (110.265)
- Tartu (101.740)
- Liepāja (85.448)

Las ciudades más pobladas de los Estados bálticos, por población de las etnias letonas, lituanas y estonias son:
- Kaunas (335.624)
- Riga (312.858)
- Vilna (312.303)
- Tallin (216.996)
- Klaipėda (135.557)
- Šiauliai (120.263)
- Panevėžys (113.585)
- Tartu (81.550)
- Alytus (66.390)
- Marijampolė (44.555)